# Elżbieta Domańska-Janczewska

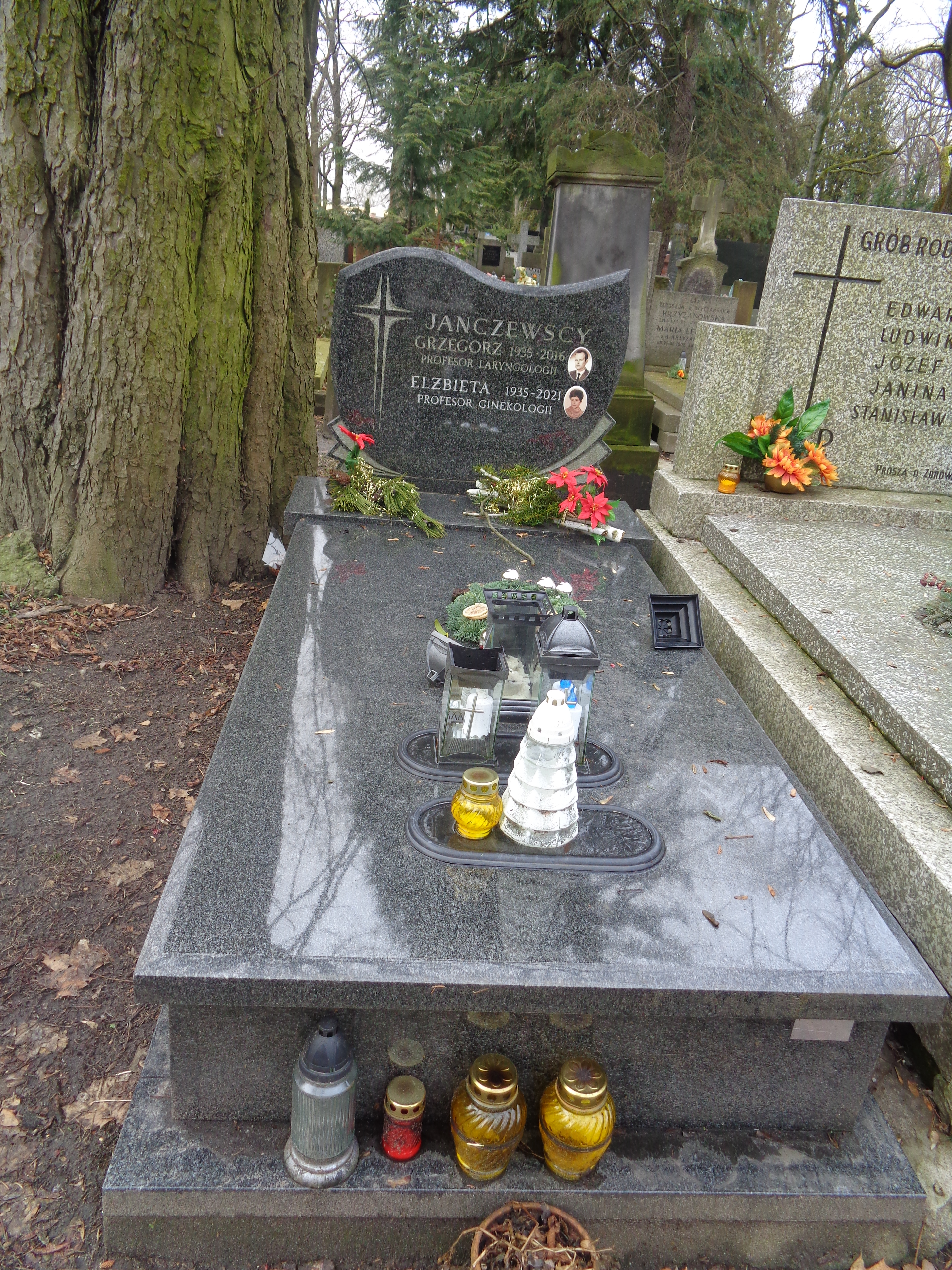
Grób Elżbiety Domańskiej-Janczewskiej i prof. Grzegorza Janczewskiego na Starych Powązkach w Warszawie

Elżbieta Domańska-Janczewska (ur. 1935, zm. 10 czerwca 2021) – polska lekarka, prof. dr hab. n. med. związana z Warszawskim Uniwersytetem Medycznym (absolwentka uczelni, rocznik 1958). 
Stopień doktora nauk medycznych uzyskała w 1968, a habilitację w 1979 na podstawie pracy „Czynniki matczyne determinujące masę urodzeniową płodu ludzkiego”.  Współtwórczyni ogólnopolskiego programu rozpoznawania i prowadzenia cukrzycy ciężarnych. W 2003 odznaczona została Krzyżem Oficerskim Orderu Odrodzenia Polski za wybitne zasługi w pracy naukowej i dydaktycznej w dziedzinie medycyny. Pochowana na Starych Powązkach w Warszawie.